# Гірська Рача
Гірська Рача (верхів'я річки Ріоні, Західна Грузія) — гірничодобувний район, одна з найвизначніших пам'яток розробки сульфідних мідних руд, де виявлено понад 100 рудників, які інтенсивно відпрацьовувались у період між XVII та Х століттями до Р. Х.

## Опис
Розташовувались рудні на високогірній (1500 — 3000 м) частині південного схилу Головного Кавказького хребта. Тут зосередилися необхідні умови для розвитку металургії: в радіусі 10 км від села Гебі залягали багаті родовища міді, арсену, стибію, свинцю та цинку; мали місце численні відслонення руд (з виходом на поверхню); місцевість оточували ліси та водні потоки.
Мідні поклади були представлені крутоспадними мідно-піротиновими жилами товщиною від 0,5 до 2,6 м з основним рудним мінералом — халькопіритом. На першому етапі гірничих робіт застосовували відкриту розробку. Сліди великої кількості траншей, невеликих кар'єрів, ніш та виробок стовбурового типу (глибиною до 5 м) зафіксовані в місцях рудопроявів. Довжина траншей становила 20 — 60 м, ширина — близько 2 м і глибина — до 5 м. Після розробки поверхневих виходів руд давні гірники, йдучи жилою, були змушені заглиблюватися в надра. Збереглися характерні приклади переходу відкритих робіт у підземні: із траншей проводили похилі стовбури, із кар'єрних уступів — штольні.
Підземну розробку наочно ілюструють рудники родовища Чкорналі (Гірська Рача). Розкривні виробки зазвичай проводилися за простяганням мідних жил. Іноді розкриття покладу здійснювали штольнями, які проходили по пустих породах вхрест простягання покладу, з метою перетину групи паралельних жил. Цей спосіб свідчить про розвиток досвіду гірників і оволодіння вміннями підземного орієнтування виробок. Експлуатаційні роботи вели за допомогою камер або звивистих видобувних штреків, які йшли за напрямком жил .
Більшість виробок мала склепінчасту форму перерізу (співвідношення висоти до ширини — 1,3 — 1,5), інколи траплялась прямокутна або кругла форма. Для підтримання покрівлі залишали міжкамерні цілики, здійснювали заповнення внутрішнього простору камер пустою породою. На ділянках з нестійкою покрівлею використовували дерев'яні стояки і навіть рами (бук, в'яз), між якими утворювали настил. У камерах були знайдені залишки конструкцій дерев'яних помостів, які рудокопи зводили для ведення робіт на верхньому ярусі камер, висота яких сягала 6 — 8 м. Виявлені численні кам'яні та бронзові знаряддя праці, потужні шари деревного вугілля й золи (свідчення застосування вогневого методу), дерев'яні корита й настили для транспортування ємностей з рудою, соснові скіпки для освітлення вибоїв. Як свідчать заміри розчищених відвалів, об'єми переробленої гірської маси й шлаків тільки поблизу села Гебі (Гірська Рача) сягають 200 тис. м3, що свідчить про розташування тут у бронзову добу потужного гірничо-металургійного центру, який забезпечував міддю не тільки кавказький регіон, а й сусідні країни.
Примітною обставиною є подібність (іноді повна ідентичність) гірничих та металургійних технологій, що застосовувалися на давніх рудниках Гірської Рачі, Абхазії, Аджарії, Сванетії, Вірменії, Нахічевані. Це свідчить про обмін знаннями й технічним досвідом між давніми спільнотами гірників Кавказу і навіть — про узгодженість і координацію їхніх дій.